# Качуровский, Игорь Васильевич
Игорь Васильевич Качуровский (укр. Ігор Васильович Качуровський; 1918—2013) — украинский поэт, переводчик, литературовед, радиожурналист.

## Биография
Родился 1 сентября 1918 года в Нежине (ныне Черниговская область, Украина) в семье выпускников Киевского университета. Отец был юристом, также специализировался по экономике, некоторое время занимал должность помощника государственного секретаря Центральной рады. Мать закончила женские курсы по специальности истории при Киевском университете.
Первые 12 лет прожил в селе Круты. В 1932 году семья, спасаясь от репрессий, уехала в Курск. Учился в Курском педагогическом институте, где преподавали Б. И. Ярхо, П. В. Одарченко и др. (до 1941 года); в 1942 году вернулся на Украину, в 1943 году уехал на Запад, с 1945 года — в Австрии.
Печатался с 1946 года, через год получил премию за новеллу «Пашпорт»; сотрудничал с редакцией журнала «Литавры». Один из членов-учредителей Союза украинских учёных, литераторов и художников в Зальцбурге.
В 1948 году эмигрировал в Аргентину. Жил в Буэнос-Айресе, работал в порту. Одновременно редактировал журнал «Пороги», был сотрудником журналов «Овид», «Метла», «Новые дни». Был слушателем литературного института (1958—1962), в 1963—1964 годах — преподаватель древней украинской литературы в Католическом университете, в 1968 году — русской литературы в университете El Salvador (Буэнос-Айрес).
В 1969 году уехал в Мюнхен (ФРГ), однако остался гражданином Аргентины. Как литературный обозреватель украинской редакции Радио «Свобода» в 1970—1980-х годах подготовил и начитал более 2 тысяч радиобесед. В Украинском свободном университете (Мюнхен) защитил докторскую диссертацию по философии «Древние славянские верования и их связь с индоиранскими религиями», с 1973 года — преподаватель УСУ, с 1982 года — профессор; на философском факультете преподавал стиховедение, стилистику, теорию литературных жанров, историю украинской литературы 1920—1930-х годов, историю средневекового европейского литературы.
Член объединения украинских писателей в эмиграции «Слово», Союза аргентинских писателей SADE (Sociedad Argentina de Escritores), НСПУ (с 1992).

## Творчество

### Поэзия
Автор сборников стихов «Над светлым источником» (Зальцбург, 1948), «В далёкой гавани» (Буэнос-Айрес, 1956), «Песня о белом парусе» (1971), «Зеркала вечности» (1990; обе — Мюнхен), поэмы «Деревня» (Новый Ульм, 1960), переизданной в Киеве со вступительным словом Ивана Дзюбы под одной обложкой с поэтическим сборником «Осенние зимовники» (2000, 2001), в последней редакции получила название «Деревня в бездне» (Киев, 2006). Итоговый сборник избранных стихов под названием «Лирика», составленный автором, вышел в 2013 г. во Львове.
Как поэт является последователем киевских неоклассиков, литературным учеником Михайло Ореста, вместе с которым причисляется к представителям пост-неоклассического течения, или младших неоклассиков. Признаки поэтического стиля Качуровского — неоклассический кларизм, склонность к высокой лексике, изысканная фоническая организация поэтического языка, культ богатой точной рифмы, абсолютное преимущество силлабо-тонических (классических) размеров в метрике, виртуозное владение канонизированными строфами (преимущественно романского происхождения).
Поэтические пародии, шаржи, эпиграммы, литературные шутки Качуровского опубликованы под псевдонимом в книге «Parodiarium Хведосия Чичка» (Дрогобыч, 2013).
Автор детских произведений — стихотворной сказки «Пан Коцкий» (Киев, 1992; второе издание — в сопровождении немецкого перевода Вильгельма Штайнбюхлера, под патронатом посольства Германии в Киеве, Киев, 2016) и книги «В свином царстве» (Мюнхен, 1997).

### Проза
Прозаические произведения Качуровского — дилогия романов в новеллах «Путь неизвестного» (Мюнхен, 1956; в английском переводе Юрия Ткача — «Because deserters are immortal», Донкастер, Австралия, 1979; в немецком переводе Лидии Крюковой — «Der Weg eines Unbekannten: Geschichte eines ukrainischen Deserteurs», Франкфурт-на-Майне, 2018) и «Дом над обрывом» (Мюнхен, 1966), повесть «Железный кулак» (Мюнхен, 1959; Полтава, 2005). Эти произведения наряду с отдельными новеллами писателя вошли в итоговый сборник его прозы «Путь неизвестного» (Киев, 2006).
Также И. Качуровский — автор воспоминаний, опубликованных в сборнике «Круты моего детства» (Нежин, 2007), полном собрании мемуаров «Воспоминания и фигуры» (Киев, 2018).

### Переводы
Поэтические переводы Качуровского помещались в соответствующих разделах сборников его стихов (за исключением «Осенних зимовников»), отдельными книгами вышли «Избранное» Ф. Петрарки (Мюнхен, 1982), «Окно в украинскую поэзию» (Мюнхен — Харьков — Нежин, 1997), «Золотая ветвь: антология иберийской и ибероамериканской поэзии» (с испанского, португальского и каталанского; Буэнос-Айрес — Мюнхен, 1991), «Тропа сквозь бесконечность: сто немецких стихотворений (750—1950)» (Париж — Львов — Цвиккау, 2000), «Песнь о Роланде» (со старофранцузского силлабическим размером подлинника; Львов, 2008). Перевёл также «Нобелевскую лекцию по литературе» А. Солженицына (Новый Ульм, 1973) и пьесу А. Касоны «Лодка без рыбака» (с испанского; Буэнос-Айрес, 2000). Итоговый сборник поэтических переводов «Круг надземный» (Киев, 2007) охватывает около 670 произведений и фрагментов более 350-ти авторов в переводе с 23 старых и новых языков, прежде всего с испанского (отрывки из «Песни о моём Сиде», Х. А. Сильва, Р. Дарио, А. Нерво, Х. Р. Хименес, Г. Мистраль, А. Сторни, Ф. Гарсиа Лорка, Х. Л. Борхес и др.), итальянского (первые сонетисты, Ф. Петрарка, Микеланджело и др.), португальского (О. Билак и др.), немецкого (миннезингеры, Ф. Гёльдерлин, Л. Уланд, Й. фон Эйхендорф, Ф. Рюккерт, А. фон Дросте-Хюльсхоф и др.), английского (народные баллады, А. Теннисон и др.), французского (Ж. М. де Эредиа, П. Верлен, А. Рембо и др.), польского (Ю. Тувим и др.), русского (Ф. И. Тютчев, А. К. Толстой, Ф. К. Сологуб, И. А. Бунин, М. А. Волошин, Н. С. Гумилёв, А. А. Ахматова, О. Э. Мандельштам, С. А. Есенин, Л. В. Киселёв и др.), белорусского (М. А. Богданович и др.), а также с украинского на русский (М. Ф. Рыльский, Н. К. Зеров, Ю. Клен, В. Е. Свидзинский, Е. П. Плужник, М. Орест, О. Ольжич, Л. В. Костенко и др.). Качуровский причислял себя к переводчикам школы Н. Зерова, придерживаясь принципа перевода стихов стихами с сохранением не только содержания, но и формальных особенностей подлинника — метрических, фонических, строфических, стилистических. В отдельных случаях пользовался подстрочниками, подготовленными его женой Лидией Крюковой, знатоком многих языков.

## Научная деятельность
В области теории литературы развивал идеи Бориса Ярхо и Владимира Державина:
- исследование «Новелла как жанр» (Буэнос-Айрес, 1958);
- учебники стиховедения «Строфика» (Мюнхен, 1967), «Фоника» (Мюнхен, 1984), «Очерк компаративной метрики» (Мюнхен, 1985), все три переизданы в 1994 году в Киеве («Очерк» — под заглавием «Метрика»)
- учебник по стилистике «Основы анализа языковых форм», ч. 1 «Лексика» (Мюнхен — Нежин, 1994), ч. 2 «Фигуры и тропы» (Мюнхен — Киев, 1995);
- работа по теории литературных жанров «Генерика и архитектоника», кн. 1 «Литература европейского Средневековья» (предисловие Ивана Дзюбы; Киев, 2005), кн. 2, ч. 1 «Основы научного литературоведения», ч. 2 «Жанры новой литературы» (Киев, 2008).

Итогом исследовательской работы проф. Качуровского как историка украинской литературы стала книга «Лучистые силуэты: лекции, доклады, статьи, эссе, исследования», призванная, во-первых, осветить наследие несправедливо забытых и замалчиваемых литераторов (прежде всего представителей поколения Второй мировой войны, к которому принадлежит и сам автор), во-вторых — освободить от стереотипов представления читателей и исследователей о творчестве классиков украинской литературы (Тараса Шевченко, Ивана Франко, Леси Украинки).
Избранные радиобеседы Качуровского на литературно-художественные темы вошли в книгу «150 окон в мир: из бесед, транслируемых по радио „Свобода“» (Киев, 2008).
Составитель (вместе со Святославом Гордынским и Лидией Крюковой) и автор предисловий к «Хрестоматии украинской религиозной литературы» (кн. 1 « Поэзия»; Мюнхен — Лондон, 1988); сб. «Италия в украинской поэзии» (Львов, 1999); составил ряд других изданий. Также автор предисловий к сборнику Михайло Ореста «Поздние всходы» (Мюнхен, 1965), 2-му изданию антологии Алексея Коваленко «Украинская муза» (Буэнос-Айрес, 1973), первому тому «Сочинений» Юрия Клена (Нью-Йорк, 1992).
Издал популярное исследование по микологии «Путеводитель для грибников» (под одной обложкой с путеводителем «Из Киева в Качановку через Нежин», составленным В. Я. Барановым; Киев, 2011).

## Награды и премии
- Орден «За заслуги» III степени (7 октября 1998 года, Украина) — за весомый личный вклад в обогащение украинского художественно-культурного наследия, многолетнюю плодотворную научную и общественную деятельность[1].
- Национальная премия Украины имени Тараса Шевченко (2006) — за книгу «Лучистые силуэты».

## Память
В 2016 году в честь Качуровского переименован переулок Руднева в Киеве.